# Fasanön

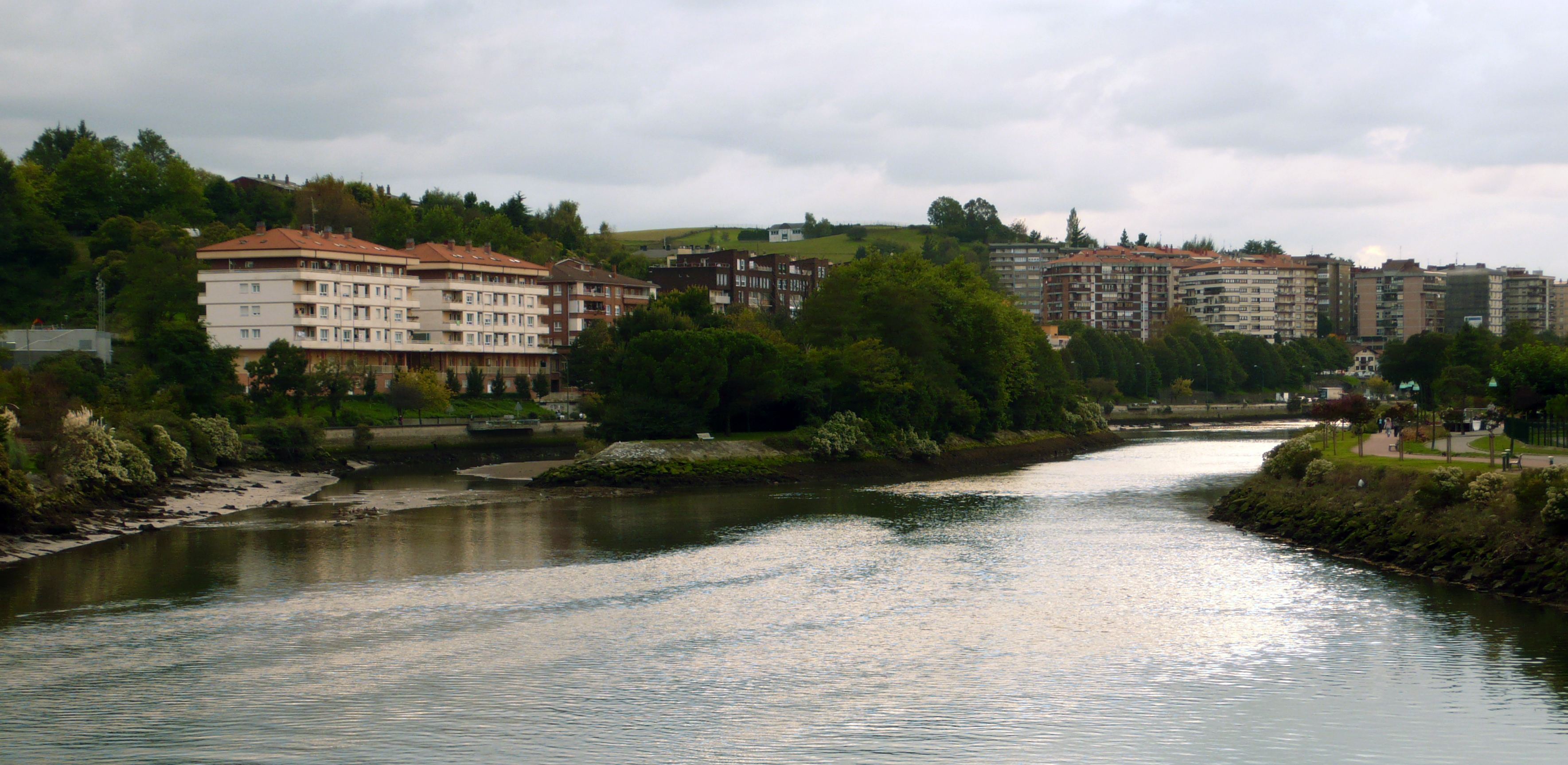
Fasanön sett från öster. Till vänster Irun, Spanien; till höger Hendaye, Frankrike

Fasanön (spanska Isla de los Faisanes, franska Île des Faisans, baskiska Konpantzia) ligger i floden Bidasoa vid gränsen mellan Spanien och Frankrike. Den har en area på 6 820 m².
Ön är ett fransk-spanskt kondominat och har varit det sedan år 1800. Ön tillhör båda länder, men administreras av ett land i taget, halvårsvis. Ingen befolkning finns på ön och besök tillåts endast undantagsvis.
Under romartiden kallades ön Pausoa, som betyder övergång eller steg på baskiska. Fransmännen tolkade det som Paysans (bonde) som senare blev till Faisans (fasan), men fasaner har aldrig funnits på ön.

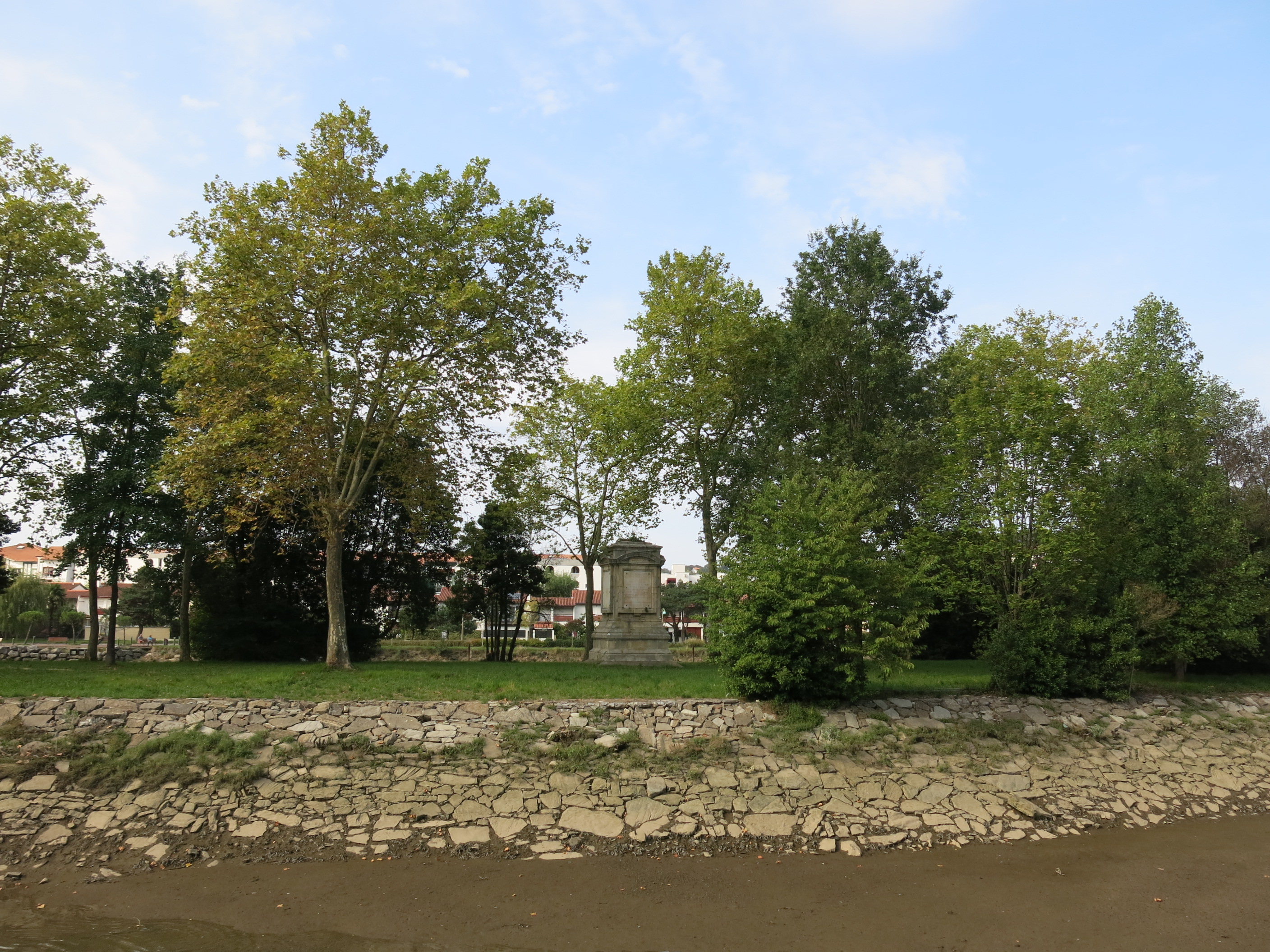
Minnesmärket på Fasanön över den Pyreneiska freden.

Kungliga möten mellan franska och spanska kungar ägde rum här 1615, 1659, 1679 och 1721. Pyreneiska freden skrevs under här 1659.

## Källhänvisningar
1. 1 2  Cervera, César (2014-08-20): "La Isla de los Faisanes: el banco de arena cuya soberanía comparten Francia y España". Abc.es. Läst 18 januari 2015. (spanska)
2. 1 2  ”Europe's island that swaps nationalities” (på engelska). BBC. https://www.bbc.com/travel/article/20220706-europes-island-that-swaps-nationalities. Läst 7 juli 2022.